# Удаљено читање
Удаљено читање, или читање на даљину је приступ у студијама књижевности који примењује рачунарске методе на књижевне податке, обично изведене из великих дигиталних библиотека, за потребе историје и теорије књижевности . Иако је термин уопштен и користи се за означавање низа различитих рачунарских метода анализе књижевних података, слични приступи такође укључују макроанализу, аналитику културе, рачунарске формализме, рачунарске студије књижевности, квантитативне студије књижевности и алгоритамску књижевну критику.

## Историја
Термин „читање на даљину“ се генерално приписује Франку Моретију и његовом чланку из 2000. године, Претпоставке о светској књижевности .  У чланку, Морети је предложио начин читања који је укључивао дела ван устаљених књижевних канона, која је на различите начине назвао „велико непрочитано”  и, на другим местима, „кланицом књижевности”.  Иновација коју је предложио, која се тиче студија књижевности, била је у томе што је метод користио узорке, статистику, паратекстове и друге карактеристике које се често не разматрају у оквиру књижевне анализе. Морети је такође успоставио директну опозицију теорији и методама пажљивог читања : „Једно је сигурно: то не може значити веома пажљиво читање врло малог броја текстова — секуларизоване теологије, заиста („канон“!) — које је зрачило из веселог читања. град Њу Хејвен у целој области књижевних студија“. 
Међутим, Морети је у почетку замишљао читање на даљину за анализу секундарне књижевности као заобилазни начин да се сазна више о примарној књижевности: „[историја књижевности] ће постати 'из друге руке': скрпљена истраживања других људи, без иједног директног текстуалног читања“.  Тек касније се термин уадљено читање, односно читање на даљину (преко Моретија и других научника) првенствено поистоветио са компјутерском анализом примарних књижевних извора.
Упркос консензусу о пореклу читања на даљину на прелазу у двадесет и први век, Тед Андервуд је пратио дужу генеалогију методе, залажући се за њено елиминисање у актуелном дискурсу о читању на даљину. Он пише да „читање на даљину има у великој мери различиту генеалогију која се протеже много деценија пре појаве интернета – генеалогију која се углавном не бави централно рачунарима”.  Андервуд наглашава друштвено-научну димензију у овој праисторији далеког читања, позивајући се на конкретне примере у делу Рејмонда Вилијамса (из 1960-их) и Џенис Радвеј (из 1980-их). Моретијева концепција књижевне еволуције у Удаљеном читању је прилично слична „научном”, рачунарском, неодарвинистичком пројекту књижевне еволуције психолога Колина Мартиндејла (Муза са сатом, 1990), а улогу читања умањују и Мартиндејл и Морети. Према Мартиндејлу, принципи еволуције уметности су засновани на статистичким правилностима, а не на значењу, подацима или посматрању. „Што се тиче мотора историје, значење није важно. У принципу, може се проучавати историја књижевне традиције без читања литературе. [...] главна врлина компјутеризованих метода анализе садржаја које користим је то што оне поштедеју потребе за читањем литературе“ (стр. 14).
Ова разноликост у наведеним дефиницијама и циљевима далеког читања карактеристична је за његов развој од почетка двадесет првог века, где је оно више обухватало низ различитих метода и приступа, а не представљало јединствен или јединствен метод књижевног читања . студија .

## Принципи и пракса
Један од централних принципа читања на даљину је да се историја књижевности и књижевна критика могу писати без нужног прибегавања врсти пажљивог, континуираног читалачког сусрета са појединачним текстовима који је од суштинског значаја за блиско читање односно традиционално читање.
Обично се читање на даљину изводи у великом обиму, користећи велику колекцију текстова. Међутим, неки научници су усвојили принципе удаљеног читања у анализи малог броја текстова или појединачног текста.   Емпиријски приступи проучавању књижевности уобичајена су карактеристика читања на даљину и често су праћени ослањањем на квантитативне методе . Морети је описао концепт „операционализације“ као „апсолутно централни за ново поље пачунарске критике“  које укључује читање на даљину. Овај принцип се, за Моретија, састоји од „изградње моста од појмова до мерења, а затим до света“ (104), наглашавајући комбиноване интересе емпиријског и квантитативног проучавања у његовом срцу. У пракси, даљинско читање је предузето уз помоћ рачунара у двадесет првом веку (иако се Андервуд залагао за истакнуте не-рачунарске претходнике  ); међутим, нека дела која комбинују обим и проучавање књижевности описана су као „читање на даљину”. 

## Критике удаљеног читања
Стенли Фиш има широк поглед на оно што он дефинише као проблеме интерпретације у дигиталним хуманистичким наукама, али конкретан пример који изолује за критику заснован је на његовом утиску о методологији читања на даљину: „прво покренеш бројеве, а онда видиш да ли ће подстићи неку хипотезу која се може интерпретирати. Метода, ако се тако може назвати, диктира способност алата.“  На сличан начин, Стивен Марке се фокусира на изгледе за тумачење у оквиру рачунарске литерарне анализе у чланку који почиње провокацијом „велики подаци стижу за ваше књиге“.  Иако је у почетку описао читање на даљину као „пут који највише обећава, барем на површини“  низа метода дигиталних хуманистичких наука које истражује, он закључује да су генерализације које примећује у методи неефикасне када се „примењују на књижевна питања исправно“.  Додатне критике читања на даљину стигле су и од Гајатри Спивак која није убеђена у тврдње читања на даљину да представљају перспективе „великог непрочитаног“, питајући се „треба ли наша једина амбиција бити стварање ауторитативних тотализујућих образаца у зависности од непроверених изјава малих група људи који се третирају као домаћи доушници?“ . 

## Примери
У 'Style, Inc. Reflections on Seven Thousand Titles (British Novels, 1740–1850) '  Франко Морети користи методологију раног читања на даљину да анализира одређене промене у насловима романа у датом периоду и земљи. У недостатку наменских корпуса текстова ових романа, Морети тврди да су „наслови и даље најбољи начин да се превазиђе 1 проценат романа који чине канон и да се ухвати поглед на књижевно поље у целини“.  У чланку Морети комбинује резултате квантитативне анализе ових наслова са контекстуалним познавањем историје књижевности како би се позабавио питањима о скраћивању наслова романа из осамнаестог века, о природи врло кратких наслова романа и о односу наслова романа према жанровима. На пример, у Одељку  I, он пружа доказе о смањењу дужине наслова током временског периода и повезује овај феномен са растом тржишта романа и оснивањем периодичних публикација које су редовно рецензирале романе.
У књизи „Why Literary Time is Measured in Minutes“  Тед Андервуд се пита „Зашто су кратки временски распони тако кључни за нашу дисциплину? . . . Зашто је искуство мерено у секундама или минутима прикладније књижевно него искуство мерено недељама или месецима?" .  Методолошки, Андервуд допуњује теоријске идеје о компресији фиктивног времена приступима из удаљеног читања који моделирају просечне дужине времена описане у деловима фикције од 250 речи током три века. Након што је такође комбиновао квантитативне налазе са пажљивим читањем, Андервуд закључује свој чланак дискусијом о интеграцији квантитативних метода у проучавање књижевности, при чему аутор сугерише да „блиска читања и статистичке моделе не видим као конкурентске епистемологије, већ као преплетене начине интерпретације који истичу се на различитим скалама анализе“. 
У свом памфлету литерарне лабораторије, „Квантитативна књижевна историја 2.958 британских романа из деветнаестог века: метода семантичке кохорте“  Рајан Хеусер и Лонг Ле-Как анализирају употребу речи у оквиру свог корпуса да би се залагали за „системску конкретизацију језика и суштинска промена у друштвеним просторима романа“.  Њихова анализа показује промену у начину на који су конкретни детаљи представљени у распону од деветнаестог века, уз уочљиву промену наративног стила романа „од приповедања ка приказивању“  како се век развија. Налази се поклапају са многим књижевно-критичким списима о промени наративног стила деветнаестог века од реализма до модернизма .
Лаурен Ф. Клеин обучава методе из рачунарске лингвистике и визуелизације података на архиви ропства, у свом чланку, „Слика одсуства: архивска тишина, визуелизација података и Џејмс Хемингс“,  како би представила примере колико је удаљено читање може открити и осветлити „тишине које су ендемске за архив америчког ропства“.  Трагајући за архивским траговима Џејмса Хемингса, поробљеног кувара Томаса Џеферсона, Клајн супротставља визуелизације његовог присуства са Џеферсоновим сопственим графиконима и табелама као основом за дискусију о визуелизацији података у вези са конструкцијом расе.
COST Акција 'Удаљено читање за европску књижевну историју'  је европски пројекат умрежавања који окупља научнике заинтересоване за изградњу корпуса, квантитативну анализу текста и европску историју књижевности . Има за циљ стварање мреже истраживача који заједнички развијају удаљене изворе читања и методе неопходне за промену начина на који се пише европска историја књижевности . Циљеви пројекта укључују координацију стварања вишејезичне колекције европских књижевних текстова (ELTeC)  која садржи дигиталне пуне текстове романа на различитим европским језицима .